# Lasaia narses
Lasaia narses är en fjärilsart som beskrevs av Otto Staudinger 1888. Lasaia narses ingår i släktet Lasaia och familjen Riodinidae. Inga underarter finns listade i Catalogue of Life.